# 高施拉山
47°06′04″N 9°25′22″E / 47.1012°N 9.42283°E

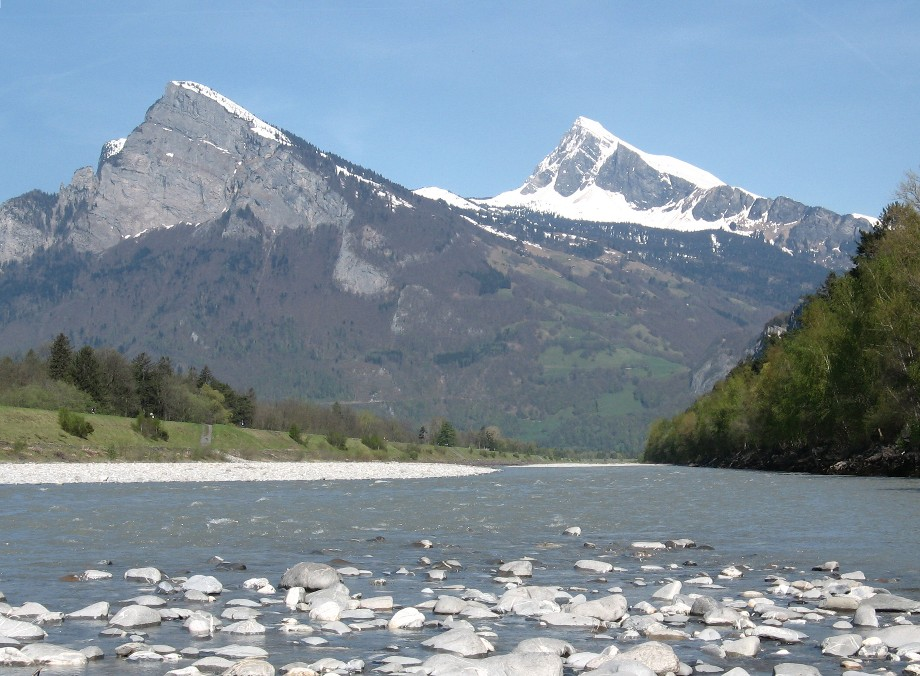

高施拉山（德語：Gauschla），是瑞士的山峰，位於該國東北部，由聖加侖州負責管轄，屬於阿爾卑斯山脈的一部分，距離阿爾韋耶山1公里，海拔高度2,310米，每年平均降雨量1,954毫米。